# Otoscopio
El otoscopio es un instrumento médico con un haz de luz, que sirve para visualizar y examinar el conducto auditivo externo y el tímpano. La exploración del oído permite, a veces, averiguar la causa de algunos síntomas como el dolor o la pérdida de la audición, así como hallar cuerpos extraños en el conducto auditivo.

## Definiciones
Un otoscopio es un dispositivo médico que se utiliza para explorar los oídos, ya que es posible ver el oído externo y ocasionalmente el oído medio. Los médicos utilizan otoscopios para la detección de enfermedades, y para investigar los síntoma que afectan a los oídos. Se usan como sinónimos las expresiones: espéculo auricular, y espéculo ótico; está en desuso, la palabra: auroscopio.
La otoscopia es la exploración del conducto auditivo externo y de la membrana timpánica, por lo general con ayuda de un otoscopio.

## Características técnicas
Un otoscopio es un instrumento que está formado por un mango y un cabezal: 
- El cabezal emite una fuente de luz, y dispone de una lupa simple de baja potencia, por lo general alrededor de 8 dioptrías, que sirve para ampliar las imágenes. En la parte frontal del cabezal tiene una estructura en forma de embudo donde se inserta un cono de plástico desechable.
- El mango sirve para sujetar con una mano el aparato. Hay otoscopios que están montados en la pared, mientras que otros son portátiles. Los instalados en la pared están unidos por un cable flexible de alimentación eléctrica a un enchufe. Los modelos de portátiles contienen en el mango las pilas que alimentan el sistema de iluminación.[3]

## Manejo
El médico endereza las curvaturas del canal auditivo tirando del pabellón auricular, y luego introduce el cono desechable del otoscopio en el oído externo. Es importante apoyarse sobre la cabeza del paciente, mediante la colocación del dedo índice o el dedo meñique sobre su cara, para asegurar la estabilidad de la mano que sostiene el otoscopio y evitar lesiones en el conducto auditivo externo. El examinador mira a través de una lente en la parte posterior del cabezal, y explora el interior del canal auditivo.
En muchos modelos, la lente se puede quitar, lo que permite al examinador introducir instrumentos dentro del conducto auditivo externo, a través del otoscopio, como por ejemplo para la eliminación de cerumen. La mayoría de los modelos también disponen de un punto de inserción de un dispositivo capaz de empujar el aire a través del espéculo, mediante un soplo de aire permite al médico poner a prueba la movilidad de la membrana timpánica, es la denominada otoscopia neumática.

### Otros usos
Los otoscopios a veces se utiliza para examinar las fosas nasales de los pacientes (evitando la necesidad de un espéculo nasal separado) y, quitando con el cono desechable, sirve de foco de luz para explorar la orofaringe (garganta).

## Enfermedades
Algunas de las enfermedades que pueden ser diagnosticadas mediante un otoscopio son: otitis media, otitis externa, otoesclerosis, perforación timpánica, hemorragia ótica, tapón de cerumen, cuerpo extraño en conducto auditivo externo, otomicosis, etc.